# 多賀谷俊史
多賀谷 俊史（たがや としふみ、 1947年または1948年 - ）は、日本の政治家。自由民主党所属。大阪市会議員（7期）、大阪市会議長を歴任。旭日小綬章受章。

## 来歴
保護司を経て1995年 大阪市会議員に初当選し、その後7期連続当選。2001年5月 文教経済委員長、2005年6月 市会運営理事。2008年5月 小笹正博副議長とともに第106代市会議長。2009年6月 大阪市監査委員。2023年4月 大阪府議会議員選挙に立候補したが大阪維新の会公認候補に敗れ落選

## その他役職
- 自由民主党大阪府支部連合会 幹事長
- 2025大阪・関西万博推進特別委員会 委員

## 選挙歴
- 1995年4月 大阪市会議員選挙 住吉区選挙区 (定数6) で2位初当選[3]
- 1999年4月 大阪市会議員選挙 住吉区選挙区 (定数6) で3位再選[6]
- 2003年4月 大阪市会議員選挙 住吉区選挙区 (定数6) で2位当選(3選)[7]
- 2007年4月 大阪市会議員選挙 住吉区選挙区 (定数6) で4位当選(4選)[8]
- 2011年4月 大阪市会議員選挙 住吉区選挙区 (定数5) で5位当選(5選)[9]
- 2015年4月 大阪市会議員選挙 住吉区選挙区 (定数5) で2位当選(6選)[10]
- 2019年4月 大阪市会議員選挙 住吉区選挙区 (定数5) で3位当選(7選)[11]
- 2023年4月 大阪府議会議員選挙 住吉区選挙区 (定数1) で2位落選[5]

## 栄典
- 2024年11月 令和6年秋の叙勲で旭日小綬章を受章[2]